# St. Jakobus (Hahnbach)

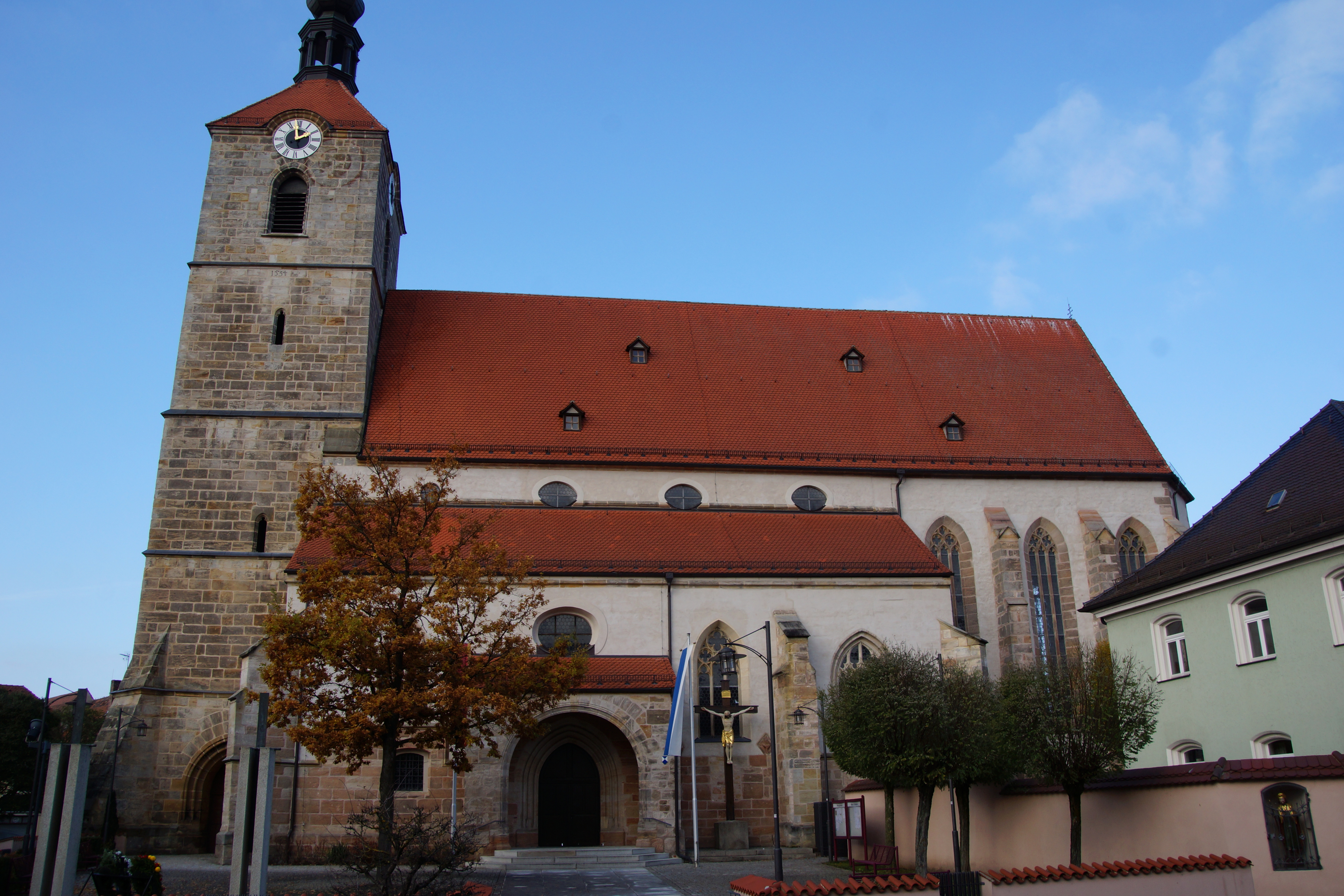
St. Jakobus (Hahnbach)

Die römisch-katholische, denkmalgeschützte Pfarrkirche St. Jakobus steht in Hahnbach, einem Markt im Landkreis Amberg-Sulzbach des Oberpfalz. Die Kirchengemeinde gehört zum Bistum Regensburg. Das Bauwerk ist unter der Denkmalnummer D-3-71-126-19 als Baudenkmal in die Bayerische Denkmalliste eingetragen.

## Geschichte
Die Kirche war ursprünglich eine Pseudobasilika. Der Chor wurde 1430–1434 gebaut, das Langhaus 1464 und der Kirchturm 1521–1534. Im 18. Jahrhundert wurde das Mittelschiff erhöht und Ochsenaugen als Obergaden eingefügt.

## Beschreibung
Die Basilika besteht aus einem Mittelschiff und zwei Seitenschiffen, einem Chor in Breite des Mittelschiffs mit Fünfachtelschluss im Osten, der von Strebepfeilern gestützt wird, zwischen denen sich Maßwerkfenster befinden, und einem fünfgeschossigen Kirchturm aus Quadermauerwerk im Westen. Sein oberstes Geschoss beherbergt die Turmuhr und den Glockenstuhl, in dem drei Kirchenglocken hängen. Bedeckt ist er mit einem Pyramidendach, auf dem eine Laterne sitzt, die von einer Zwiebelhaube bekrönt wird. Der Chor, das Mittelschiff und das nördliche Seitenschiff sind mit Kreuzrippengewölben überspannt, das südliche Seitenschiff mit einem Sterngewölbe. Zur Kirchenausstattung gehört ein 1711–1713 gebauter Hochaltar, auf dessen Altarretabel, das beidseitig von je zwei Säulen gerahmt wird, der heilige Jakobus der Ältere dargestellt ist. Die hölzerne Kanzel wurde 1789 mit Rocaille dekoriert. Der Schalldeckel wird von einer Statuette des Moses bekrönt, die von den vier Evangelisten umgeben ist. Die Orgel wurde 1904 von Willibald Siemann als Opus 143 in den Prospekt der 1770 von Johann Konrad Funtsch gebauten Orgel eingebaut.